# 梶原亜紀
梶原 亜紀（かじわら あき、1977年7月23日 - ）は、日本のグラビアアイドル、タレント。所属事務所はフィット。

## 概要
1997年にデビュー。当初は桜井亜紀という名前で活動していたが、後に梶原亜紀に改名。
1998年1月、テレビ東京の女性向け深夜番組『ギルガメッシュないと』のレギュラーに抜擢される。
1998年11月、「控室着替え 全裸盗撮ビデオ」という映像が流出し、市場に出回ってしまった。所属事務所が確認を取ったところ「これは本人（梶原）です」と認めた。これによって活動がままなくなり、芸能界を引退することになった。
2000年、『スーパーガールズ2000 AUDITION』というモーターショーでのレースクイーンなどを決めるオーディションに参加し、本名で復帰。
2001年にヘアヌード写真集『Danger Dream』を発表した後、再度引退した。

## 人物
1977年7月23日生まれ。東京都出身。血液型A型。身長160cm、スリーサイズはB95cm、W60cm、H88cm。

## 書籍

### 写真集
- Hot spice 梶原亜紀（1998年7月、永利隆之撮影、ポニーキャニオン） ISBN 4594025188
- Danger Dream part1 梶原亜紀写真集（2001年8月、小町剛廣撮影、バウハウス） ISBN 4894616556
- Danger Dream part2 梶原亜紀写真集（2001年10月、小町剛廣撮影、バウハウス） ISBN 4894616629

### イメージビデオ
- ファイブスター 梶原亜紀「熱体」[3]（1998年6月、ポニーキャニオン）

## 主な出演作品

### テレビ番組
- パチンコバラエティ 銀玉っ娘クラブ（1997年、フジテレビ）※桜井亜紀名義での出演
- ギルガメッシュないと（1998年、テレビ東京）
- 出動!ミニスカポリス（1998年、テレビ東京）